# گورستان زندانی
گورستان زندانی در شهرستان ایرانشهر، بخش مرکزی، دهستان نایگون، ۸/۵ کیلومتری جنوب روستای اله آباد نایگون واقع شده و این اثر در تاریخ ۲۶ اسفند ۱۳۸۷ با شمارهٔ ثبت ۲۵۹۱۷ به‌عنوان یکی از آثار ملی ایران به ثبت رسیده است.